# Neu! 4
Neu! 4 ist das letzte Studioalbum der Krautrock-Gruppe Neu!. Nach einer umstrittenen Veröffentlichung als Neu! 4 im Jahr 1995 über Captain Trip Records wurde eine überarbeitete Fassung im Jahr 2010 offiziell als Neu! ’86 über Grönland Records herausgebracht.

## Produktion
Das Album wurde zwischen Oktober 1985 und April 1986 im Grundfunk-Studio, im Dingerland-Lilienthal-Studio (beide Düsseldorf) sowie in Michael Rothers Studio (Forst) aufgenommen. Michael Rother und Klaus Dinger waren zu dieser Zeit zum ersten Mal seit 1975 wieder gemeinsam zu Aufnahmen ins Studio gegangen. Die Sessions wurden jedoch nicht beendet und das geplante Album letztlich nicht fertiggestellt.

## Neu! '86
Anfang 2010 gab Rother bekannt, dass er und Dingers Erbin Miki Yui eine Einigung über die Veröffentlichung des 1985/86 aufgenommenen Materials erzielt haben. Rother hat das Album dazu auf Basis der Originalbänder komplett überarbeitet. Das Ergebnis wurde unter dem Namen Neu! ’86 im Mai 2010 von Grönland Records auf Vinyl als Teil einer Sammlerbox mit allen Neu!-Alben veröffentlicht. Eine CD-Veröffentlichung folgte im August desselben Jahres.
Neu! ’86 übernimmt einige Stücke von Neu! 4; hinzu kommen neu abgemischte sowie bis dahin unveröffentlichte Stücke.

## Besetzung
- Michael Rother – Fairlight, Synthesizer, Gitarre, Bass, Programmierung, Gesang
- Klaus Dinger – Gesang, Gitarre, OB8, Schlagzeug, Perkussion, Programmierung
- Gigi – Schlagzeug bei Fly Dutch II und Good Life
- Konrad – Bass bei Fly Dutch II und Good Life
- Jochen – Gesang bei La Bomba
- Brigit – Gesang bei La Bomba
- Michael Grund – Aufnahmen